# Espace résoluble
En mathématiques, un espace topologique est dit résoluble s'il possède deux parties complémentaires denses. Un espace topologique non résoluble est dit insoluble.
Par exemple, R muni de sa topologie usuelle est résoluble car l'ensemble des rationnels et celui des irrationnels sont tous les deux denses dans R.